# Concepción (Chile)
Concepción, eigentlich (spanisch) La Concepción de María Purísima del Nuevo Extremo, ist eine Stadt und Kommune in dem südamerikanischen Anden-Staat Chile. 2017 hatte sie 219.000 Einwohner.
Concepción bildet das Zentrum der Gran Concepción. Die nach der Hauptstadt Santiago de Chile zweitgrößte Agglomeration des Landes mit ungefähr einer Million Einwohnern ist das zweitwichtigste Wirtschaftszentrum Chiles.

## Geographie
Concepción liegt etwa 500 Kilometer südlich von Santiago am Fluss Bío-Bío, der hier 1,8 Kilometer breit ist, 10 Kilometer vor seiner Mündung in den Pazifischen Ozean. Die Stadt befindet sich unmittelbar im Nordwesten des Berges Caracol, der eine reizende Aussicht bis zum Meer gewährt. Das eng benachbarte Talcahuano ist Hafenstadt und gleichzeitig Marinebasis.

## Geschichte
Concepción wurde 1550 an dem Platz der heutigen benachbarten Hafenstadt Penco von Pedro de Valdivia gegründet. Die Stadt wurde 1554 und 1608 von den Mapuche überrannt und zerstört.
Auch die Natur hat einige Male die Ansiedlung schwer geschädigt. Das Erdbeben im Jahre 1570 zerstörte die Stadt, weitere Erdbeben ereigneten sich 1657 und 1730. Nachdem 1751 ein erneutes Erdbeben gefolgt von einer Flutwelle die Stadt wiederum zerstört hatte, wurde sie 1754 landeinwärts an ihre jetzige Stelle verlegt.
Unter der spanischen Herrschaft war Concepción die zweitwichtigste Stadt des Generalkapitanats Chile. 1818 wurde hier die Unabhängigkeit Chiles ausgerufen.
Am 20. Februar 1835 zerstörte ein sehr schweres Erdbeben der Stärke 8,5 die gesamte Stadt. Weil sich das Beben gegen 11:30 Uhr ereignete und die Menschen schnell reagieren konnten, waren weniger als 100 Todesopfer zu beklagen.

„Am 20. Februar Morgens, ungefähr 20 Minuten nach 11 Uhr, wurden wir von einem der schrecklichsten Erdbeben heimgesucht. Der erste Stoß, der etwa 4½ Minuten dauerte, setzte die Berge und Thäler in eine der wogenden See gleichende Bewegung. Kaum konnte man aufrecht stehen bleiben, und mit Mühe gelang es mir, aus den überall einstürzenden Häusern zu entkommen. Concepcion, eine Stadt von 25,000 Einwohnern, ist nur noch ein Trümmerhaufen; da es hauptsächlich aus Backsteinen gebaut war, so blieb von der Stadt und auf vier Stunden im Umkreis kein Gebäude mehr stehen. Eine Anzahl kleiner Städte in Süd-Chili, darunter Chilian, Talen, Arredan, Congas, Erras, Peural, San Carlos, Valloga und Los Angeles, theilten das gleiche Schicksal. Talcahuana, der Hafen von Concepcion, ist gänzlich zerstört. Es stürzte nicht nur zusammen, sondern es wurden auch die Trümmer von der übertretenden See weggeschwemmt. Nachher trat die See wieder zurück und ließ nun die im Hafen liegenden Schiffe ganz im Trockenen. Männer, Frauen und Kinder flohen in das Gebirge, aber viele wurden noch von den Wogen ergriffen und weggeschwemmt. Nicht der geringste Ueberrest zeigt mehr, wo Talcahuana stand!“

Insgesamt starben durch die Naturgewalten aber etwa 5000 Menschen, weil auch in siebzig umliegenden Dörfern die Häuser einstürzten und ein nachfolgender Tsunami den Fischerhafen Talcahuano ins Meer spülte. Charles Darwin besuchte damals die in Trümmern liegende Stadt.
Die Einwohnerzahl im Jahr 1882 betrug 19.000.
Weitere sehr schwere Erdbeben folgten 1939 sowie 1960. Sie zerstörten die Kolonialbauten der Stadt und forderten jeweils erhebliche Opfer. Zur Schadensvermeidung sollen seither niedrige Stahlbetongebäude künftigen Beben standhalten. Die Bevölkerung lebt heute zum größten Teil in kleineren Holzhäusern, die einem Erdbeben eher standhalten als die traditionellen Natursteinbauten.
Seit 1995 entstanden zur Deckung wachsenden Wohnraumbedarfes bei knappen Flächen und entsprechend hohen Bodenpreisen in verstärktem Maße Hochhäuser, deren Erdbebensicherheit sich bisher noch nicht an einem weiteren solchen Naturereignis erweisen musste.
Am 27. Februar 2010 kam es im Pazifik etwa 100 Kilometer nordwestlich von Concepción zu einem schweren Erdbeben. Es hatte eine Stärke von 8,8 Mw auf der Momenten-Magnituden-Skala, womit es das schwerste Erdbeben in Chile seit fast 50 Jahren war. In der Stadt kam es zu massiven Zerstörungen: So stürzte ein 14-stöckiges Gebäude ein und schloss über hundert Menschen ein.

## Bildung und Kultur
Concepción ist Sitz des Erzbistums Concepción und Verwaltungssitz der Region Biobío.
Concepción verfügt über viele Universitäten, manche davon sind staatlich, viele privat. 1919 wurde die Universidad de Concepción gegründet, die sich auch international einen guten Ruf erworben hat. Im Jahre 1958 wurde eine weitere Universität gegründet, die Universidad del Bío-Bío, benannt nach der Region Bío-Bío bzw. nach dem Fluss Bío-Bío, an dem Concepción liegt. Ebenso zu nennen sind die Universidad Católica de la Santísima Concepción und Privatuniversitäten bzw. Fachhochschulen wie die Universidad de San Sebastián oder die Universidad Andrés Bello.
Auch Spanisch kann man in Concepción erlernen, manche Kurse werden von privat geführten Institutionen angeboten, manche Kurse werden direkt an den Unis organisiert.
Es gibt mehrere internationale Privatschulen (Deutsche Schule, Englische Schule, Französische Schule), ein Theater, das jedoch meist als Kino oder Konzerthaus fungiert und über kein eigenes Ensemble verfügt. In Hualpén gibt es ein Museum, das Fund- und Sammlerstücke aus aller Welt zeigt. Darunter befinden sich Pfeifen aus Tirol und sogar eine ägyptische Mumie.
Die Universidad de Concepción stellt beinahe allein das kulturelle Programm für die gesamte Stadt. So finden dort regelmäßig Jazz-Konzerte mit Musikern aus allen Teilen des Landes, kleine Filmfestivals, Tänze und andere kulturelle Ereignisse statt. Außerdem befindet sich auf dem Gelände der Universität eine Gemäldegalerie, die insbesondere eine bedeutende Wandmalerei ihr eigen nennt, die die Geschichte des lateinamerikanischen Kontinents erläutert.
Es spielen zwei Erstliga-Fußballclubs und eine Erstliga-Basketballmannschaft in der Stadt.

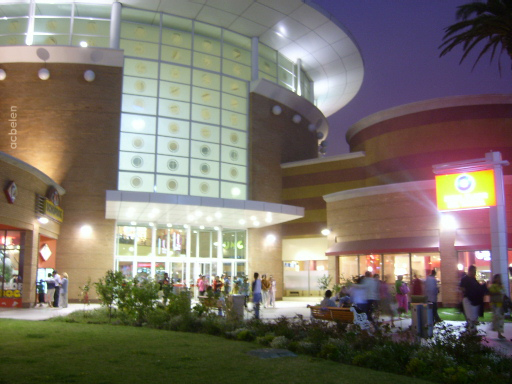
Mall Plaza del Trebol
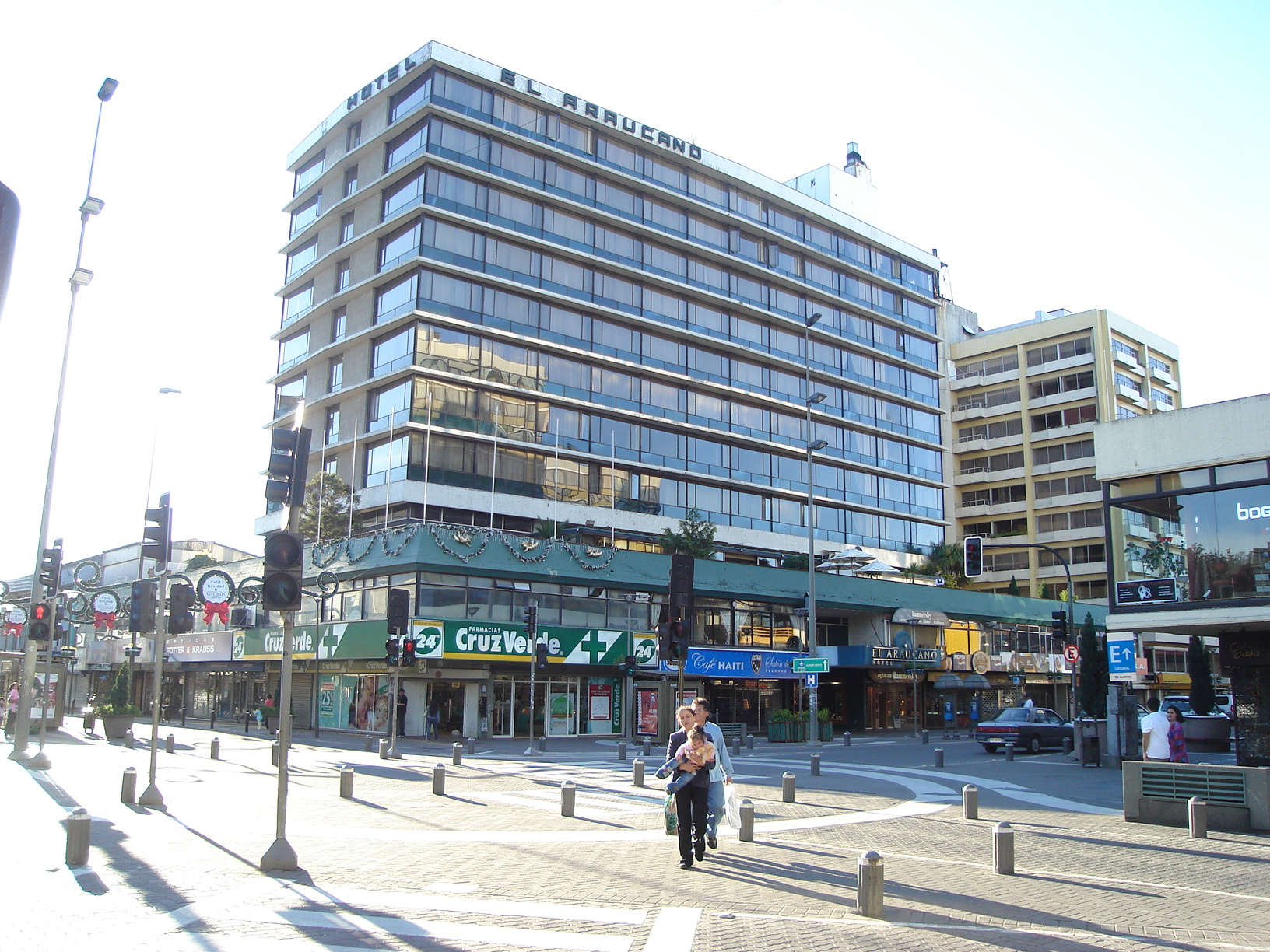
Hotel El Araucano

## Klima

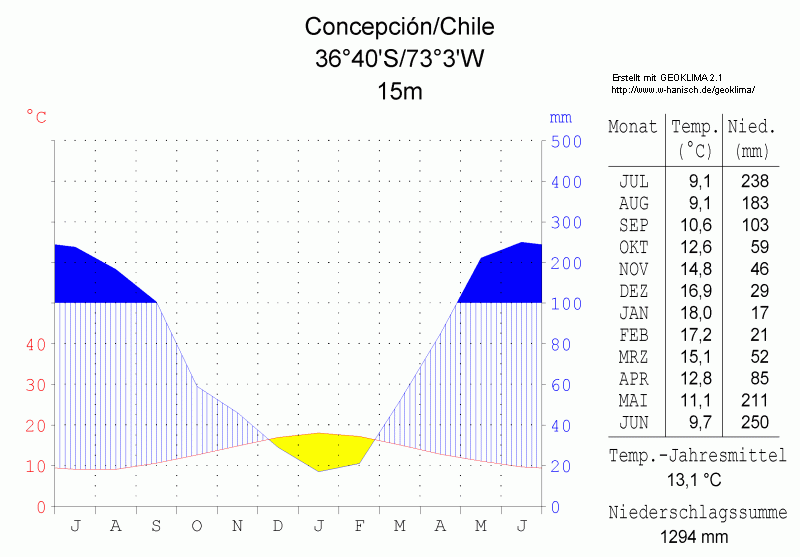
Klimadiagramm Concepción

|                       | Jan  | Feb  | Mär  | Apr  | Mai   | Jun   | Jul   | Aug   | Sep  | Okt  | Nov  | Dez  |   |         |
| Mittl. Tagesmax. (°C) | 22,1 | 21,8 | 20,3 | 17,9 | 15,3  | 13,4  | 12,9  | 13,6  | 14,9 | 16,6 | 18,7 | 20,9 | ⌀ | 17,3    |
| Mittl. Tagesmin. (°C) | 11,1 | 10,9 | 9,6  | 8,4  | 8,0   | 6,6   | 5,9   | 6,0   | 6,5  | 7,6  | 8,9  | 10,5 | ⌀ | 8,3     |
|                       |      |      |      |      |       |       |       |       |      |      |      |      |   |         |
| Niederschlag (mm)     | 17,6 | 15,1 | 22,7 | 68,5 | 201,9 | 241,3 | 209,9 | 137,2 | 91,3 | 64,3 | 36,7 | 24,1 | Σ | 1.130,6 |

| 11,1 |

| 10,9 |

| 9,6 |

| 8,4 |

| 8,0 |

| 6,6 |

| 5,9 |

| 6,0 |

| 6,5 |

| 7,6 |

| 8,9 |

| 10,5 |

| 11,1 |

| 10,9 |

| 9,6 |

| 8,4 |

| 8,0 |

| 6,6 |

| 5,9 |

| 6,0 |

| 6,5 |

| 7,6 |

| 8,9 |

| 10,5 |

## Wirtschaft und Verkehr
Concepción ist Handelszentrum für landwirtschaftliche Produkte, die im fruchtbaren Umland angebaut werden. Wichtig für die städtische Wirtschaft sind die Nahrungsmittelverarbeitung, die Eisen- und Stahlindustrie sowie die Öl, Chemikalien und Holz verarbeitende Industrie. In der Hafenstadt Talcahuano gab es das Stahlwerk Huachipato (span.: Siderúrgica Huachipato), das im Jahre 2024 stillgelegt wurde.
Der Hauptverladehafen von Concepción ist San Vicente. Von hier aus werden die Produkte in alle Welt verschifft. San Vicente wie auch die Häfen von Talcahuano und Lirquen wurden von dem Tsunami nach dem Erdbeben vom 27. Februar 2010 schwer beschädigt.
Die Stadt liegt 82 Kilometer von der Panamericana entfernt und ist durch eine Autobahn mit ihr verbunden. Im Nahbereich von Concepción gibt es mit den zwei Linien des Biotrén, dessen Name sich vom Fluss Río Bío Bío ableitet, ein S-Bahn-ähnliches Nahverkehrsangebot. Zum nächsten TerraSur-Bahnhof (in Chillán) und zum Flughafen Aeródromo Carriel Sur verkehren Busse.

## Städtepartnerschaften
- La Plata (1993)
- Rosario (1997)
- Cuenca (Ecuador) (2006)
- Bethlehem (2006)[5]
- Cascavel (2006)

Außerdem gehört die Stadt Concepción dem Netzwerk „Mercociudades“ an, in dem sich 380 Städte aus Mercosur-Ländern zusammenschlossen (Stand 2024).

## Söhne und Töchter der Stadt
- José Joaquín Prieto Vial (1786–1854), Politiker. Von 1831 bis 1841 Präsident.
- Manuel Bulnes Prieto (1799–1866), Politiker, General. Von 1841 bis 1851 Präsident.
- Otto Aichel (1871–1935), deutscher Anatom und Hochschullehrer in Santiago de Chile, Halle (Saale) und Kiel
- Enrique Soro Barriga (1884–1954), Komponist
- Alfredo France (1895–1938), Fußballspieler
- Alex Hannig (1897–1987), Leichtathlet
- Carlos Keller Rueff (1897–1974), Journalist und Schriftsteller und Chefideologe der Nationalsozialistischen Bewegung Chiles
- Waldo Sanhueza (1900–1966), Fußballspieler und -trainer
- Elisabeth Schulz (1903–1957), Pädagogin, Oberschulrätin in der Hansestadt Hamburg
- René Ríos Boettiger (1911–2000), Cartoon-Zeichner
- René Schneider (1913–1970), General und Oberbefehlshaber des Militärs
- Klaus Junge (1924–1945), Schachmeister
- Rolando Mario Toro Araneda (1924–2010), chilenischer Pädagoge, Psychologe, Hochschullehrer, Entwickler des Biodanzas
- Luis Vera (1929–2014), Fußballspieler und -trainer
- George Jorge Dietz (* 1934), bis 1980 Professor für Zahnmedizin in München
- Luis Ibarra (1937–2013), Fußballspieler und -trainer
- Gustavo Viveros (* 1947), Fußballspieler
- Pablo Ardouin (* 1951), Folkmusiker
- Manuel Pedreros (* 1954), Fußballspieler
- René Serrano (* 1955), Fußballspieler
- René Valenzuela (* 1955), Fußballspieler
- Juan Rivera (* 1959), Fußballspieler
- Nelson Enríquez (* 1961), Fußballspieler
- Leonel Pedreros (* 1962), Fußballspieler
- Miguel Ardiman (* 1967), Fußballspieler
- Ximena Rincón (* 1967), Politikerin und Juristin
- Carlos Fuentes (* 1968), Fußballspieler
- Jorge Torres (* 1969), Fußballspieler
- Rodrigo Rain (* 1975), Fußballspieler
- Cristián Uribe (* 1976), Fußballspieler
- Patricio Almendra (* 1977), Fußballspieler
- Darwin Pérez (* 1977), Fußballspieler
- Oscar Aravena (* 1978), Fußballspieler
- Adrián García (* 1978), Tennisspieler
- Daniel Campos (* 1981), Fußballspieler
- Leonel Mena (* 1982), Fußballspieler
- Arturo Sanhueza (* 1983), Fußballspieler
- Gabriel Vargas (* 1983), Fußballspieler
- Mauricio Arias (* 1984),  Fußballspieler
- Osvaldo González (* 1984), Fußballspieler
- Los Tres (gegründet 1987), chilenische Band
- Ronald Valladares (* 1987), Fußballspieler
- Gerardo Cortés (* 1988), Fußballspieler
- Jonatan Almendra (* 1991), Fußballspieler
- Isidora Jiménez (* 1993), Sprinterin
- Los Bunkers (gegründet 1999), chilenische Band
- Ignacio Tapia (* 1999), Fußballspieler

## Bibliografie
- Ida Stevenson Weldon Vernon: Pedro de Valdivia, Conquistador of Chile, Greenwood Press 1969.
- John Milton Nickles, Marie Siegrist: Bibliography and Index of Geology Exclusive of North America, Geological Society of America, v.28, 1965.